# Gyllenkremla
Gyllenkremla (Russula font-queri) är en svampart som beskrevs av Singer 1936. Gyllenkremla ingår i släktet kremlor och familjen kremlor och riskor.  Arten är reproducerande i Sverige. Inga underarter finns listade i Catalogue of Life.

## Bildgalleri